# Polyalthia cauliflora
Polyalthia cauliflora là loài thực vật có hoa thuộc họ Na. Loài này được Hook.f. & Thomson miêu tả khoa học đầu tiên năm 1855.